# 訥謨圖

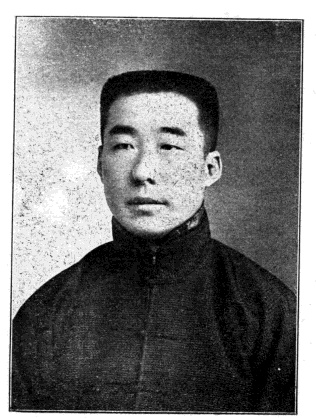
《民国之精华》中的訥謨圖照片

訥謨圖（1877年？—？），字作霖，蒙古族，原籍外蒙古，後入京旗，中華民國大陆时期政治人物。

## 生平
訥謨圖曾在同文館學習俄文，兼學醫學、算術。爾後，游學俄國、法國。清朝末期，曾在外務部辦理電報。歷保花翎三品銜員外郎、候選知府、補充京師審判廳推事、署理知縣、辦理歸綏蒙墾事宜。
中華民國成立後，訥謨圖當選為內蒙古烏蘭察布盟的中華民國第一屆國會參議院議員。1914年國會解散。民國五年（1916年）八月，國會重開，訥謨圖繼續擔任參議院議員。民国六年（1917年），国会议员纷纷赴广州参加广州国会非常会议。民国八年（1919年），在广州召开宪法会议，讷谟图参与连署二读会通过的宪法草案条文。
1919年五四运动爆发，国会议员王觐彤、李安明、恩克阿穆尔、纳谟图、王乃昌等人在“佳日”通电全中国，请全中国一致响应北京学生以救中国而诛卖国贼。
1922年8月15日，熙钰、訥謨圖等蒙古国会議員成立了蒙古議員俱樂部，為國會再複活時期擁护曹锟賄選大總統的第一個政圑。该组织的核心人物为熙钰、讷谟图等人，其事务所设在北京福佑寺，党纲宣言由李景龢、 易宗夔代拟。该组织因内部意见不统一，后来无形解散，所以在国会内不受重视。

## 著作
- 《征求关于筹划八旗生计启事》